# Забавная Библия
«Забавная Библия для взрослых и детей» (фр. La Bible amusante pour les grands et les enfants) — антирелигиозная книга француза Лео Таксиля, где он указывает на имеющиеся противоречия, ошибки и ложные верования в Ветхом Завете. Была издана в июне 1882 года и предшествовала отделению церквей от государства во Франции (1905).

## История
Автор — Лео Таксиль (настоящее имя — Габриэль Антуан Пажес, 1854—1907), французский писатель и журналист. Книга впервые была издана в июне 1882 года, до скандального саморазоблачения Таксилем своей мистификации с масонством на заседании Парижского
географического общества.

Сам Лео Таксиль о «Забавной Библии» писал: 
„Забавная Библия“ не будет содействовать „укреплению религии“, а, напротив, разъяснит читателям, „во что и почему не надо верить“.
Книга неоднократно издавалась в СССР:
- Москва, изд-во «Атеист», 1929 (под назв. «Занимательная Библия»)
- Москва, Политиздат, 1962 (Под ред. В. Шишакова)
- Москва, Политиздат, 1965
- Москва, Политиздат, 1976 (Вступ. ст. М. С. Беленького)
- Минск, Беларусь, 1988

## Критика
Ко времени издания автор был обвинён в непристойном осмеянии Библии. Газета The Times выступала за запрет книги.

## Текст
- [www.lib.ru/HRISTIAN/ATH/TAKSIL/funnybib.txt Забавная Библия (и вступление к ней) — TXT версия]
- TheAmusingBible.com / Лео Таксиль — Забавная Библия / HTML версия с 401 иллюстрацией

### Научная
на русском языке
- Таксиль, Лео // Атеистический словарь / Абдусамедов А. И., Алейник Р. М., Алиева Б. А. и др.; Под общ. ред. М. П. Новикова. — 2-е изд., испр. и доп. — М.: Политиздат, 1985. — 512 с.

на других языках
- Marsh, Joss. Word crimes: blasphemy, culture, and literature in nineteenth-century England. — Chicago: University of Chicago Press, 1998. — ISBN 978-0-226-50691-3.

### Публицистика
на русском языке
- Дулуман Е. К. Читайте Лео Таксиля! Читайте атеистов!! // Ateism.ru.

на других языках
- Herrick, Jim[англ.]. Vision and realism: a hundred years of the Freethinker. — G. W. Foote & Co[англ.], 1982. — ISBN 978-0-9508243-0-7.
- London Town Talk // The Star[англ.]. — Christchurch, 16.05.1881. — № 4077. — P. 4.